# Pearl City (Illinois)
Pearl City és una població dels Estats Units a l'estat d'Illinois. Segons el cens del 2000 tenia 780 habitants.

## Demografia
Segons el cens del 2000, Pearl City tenia 780 habitants, 293 habitatges, i 225 famílies. La densitat de població era de 528,4 habitants/km².
Dels 293 habitatges en un 44% hi vivien nens de menys de 18 anys, en un 63,5% hi vivien parelles casades, en un 9,6% dones solteres, i en un 23,2% no eren unitats familiars. En el 20,1% dels habitatges hi vivien persones soles el 12,6% de les quals corresponia a persones de 65 anys o més que vivien soles. El nombre mitjà de persones vivint en cada habitatge era de 2,66 i el nombre mitjà de persones que vivien en cada família era de 3,04.
Per edats la població es repartia de la següent manera: un 29,9% tenia menys de 18 anys, un 7,2% entre 18 i 24, un 29,9% entre 25 i 44, un 20,3% de 45 a 60 i un 12,8% 65 anys o més.
L'edat mediana era de 33 anys. Per cada 100 dones de 18 o més anys hi havia 86,7 homes.
La renda mediana per habitatge era de 43.929 $ i la renda mediana per família de 55.096 $. Els homes tenien una renda mediana de 35.313 $ mentre que les dones 24.141 $. La renda per capita de la població era de 19.256 $. Aproximadament el 4,1% de les famílies i el 4,6% de la població estaven per davall del llindar de pobresa.

## Poblacions més properes
El següent diagrama mostra les poblacions més properes.